# ایپیا
ایپیا (به پرتغالی: Ipiaú) یک منطقهٔ مسکونی در برزیل است که در باهیا واقع شده‌است. ایپیا ۲۸۰٫۴۵۴ کیلومتر مربع مساحت و ۴۵٬۹۲۲ نفر جمعیت دارد.